# Objective, Burma!
Objective, Burma! (bra: Um Punhado de Bravos; prt: Objetivo Birmânia) é um filme norte-americano de 1945, do gênero guerra, dirigido por Raoul Walsh e estrelado por Errol Flynn e James Brown.

## Produção
Um dos melhores filmes sobre a Segunda Guerra Mundial, Objective, Burma! procura mostrar, de forma realista e em tom semi-documental, a Campanha da Birmânia.
O filme recebeu duras críticas da imprensa britânica, pois, apesar de uma ou outra menção ao envolvimento dos Aliados,, passa a impressão de que a vitória foi conquistada exclusivamente pelos norte-americanos. A reação foi tão negativa que a Warner retirou a película depois de apenas uma semana em cartaz e voltou a exibi-lo no país somente em 1952 -- desta vez, com um longo prólogo enaltecendo a contribuição inglesa à invasão da Birmânia. Talvez o maior crime do estúdio tenha sido a falta de timing, ao levá-lo a um povo exausto após seis anos de guerra real.
A despeito de ser fictícia, o diretor Walsh, escudado pelo diretor de fotografia James Wong Howe, filmou a história realisticamente, sem esconder o inferno em que o astro Flynn e seus comandados se meteram. O tormento da travessia dos pântanos, a deteriorização física e mental dos soldados e a profunda agonia das batalhas são retratados de forma brutal e sem meias palavras.
A sequência mais estranha, de acordo com o crítico Hal Erickson, descreve o horror e a repugnância dos paraquedistas com uma incursão cruel e subreptícia dos inimigos, isso minutos depois de eles próprios terem perpetrado o mesmo tipo de ataque impiedoso contra uma unidade japonesa!
Ainda que, segundo o filme, Errol Flynn tenha capturado a Birmânia sozinho -- o que não passou despercebido pela crítica inglesa --, o ator entrega uma de suas mais honestas e comedidas interpretações, longe do heroísmo colegial em que ele muitas vezes racaía. Essa opinião é compartilhada por Ken Wlaschin, que coloca Objective, Burma! entre os seus onze melhores trabalhos no cinema.
A história contada em Objective, Burma! é similar à de Distant Drums (1951), que Raoul Walsh também dirigiu, com os acontecimentos transpostos para a Flórida da década de 1840.
O roteirista Lester Cole foi um dos profissionais que integraram a nefanda Lista Negra de Hollywood. Seu trabalho mais conhecido é justamente Objective, Burma!.

## Sinopse
Sul da Ásia, Segunda Guerra Mundial. O Capitão Nelson chefia cinquenta paraquedistas americanos na Birmânia, com o propósito de destruir um radar japonês. Missão cumprida, preparam-se para escapar a bordo de um avião, mas são impedidos pelo inimigo. Assim, os sobreviventes têm de envidar uma penosa jornada a pé através das linhas japonesas, na esperança de reencontrar seus companheiros -- que estão a 240 km dali.

## Premiações
| Patrocinador                                  | Prêmio | Categoria                                                                               | Situação |
| --------------------------------------------- | ------ | --------------------------------------------------------------------------------------- | -------- |
| Academia de Artes e Ciências Cinematográficas | Oscar  | Melhor História Original Melhor Edição Melhor Trilha Sonora Original (drama ou comédia) | Indicado |

## Elenco
| Ator/Atriz       | Personagem              |
| ---------------- | ----------------------- |
| Errol Flynn      | Capitão Nelson          |
| James Brown      | Sargento Treacy         |
| William Prince   | Tenente Sid Jacobs      |
| George Tobias    | Cabo Gabby Gordon       |
| Henry Hull       | Mark Williams           |
| Warner Anderson  | Coronel Carter          |
| John Alvin       | Hogan                   |
| Stephen Richards | Tenente Barker          |
| Richard Erdman   | Soldado Nebraska Hooper |